# Jeff Loomis
Jeff Loomis (Appleton, Wisconsin, 1971. szeptember 14. –) amerikai gitáros, dalszerző, a Nevermore egykori tagja, jelenleg az Arch Enemy gitárosa.

## Pályafutása
Nővérével együtt a Wisconsin állambéli Nenashában nőtt fel. Apja pszichológiát tanított, anyja pedig angol nyelvet és irodalmat, valószínűleg ezért sem voltak tanulási nehézségei. Kicsi gyerekként baseball-játékos akart lenni. Később rábukkant apja régi, klasszikus gitárjára, majd nekiállt gyakorolni. Egy idő után mégis úgy döntött, hogy dobolni kezd. Ez sem tartott sokáig, így visszatért a gitárhoz, de már a dobolás révén szerzett ritmusérzékkel.
Az első dal, amit megtanult a Black Sabbath Symptom of the Universe c. száma volt. Első lemez, amit megvásárolt a KISS Alive II anyaga volt. Nagy hatással volt rá az Iron Maiden, a Rush, a Morbid Angel, a Carcass, a Judas Priest. A gitárosok közül pedig Eddie Van Halen, Yngwie Malmsteen, Jason Becker, Marty Friedman. Első koncertélménye egy KISS koncert volt 1982-ben a Lick it Up turnén.
Első fellépése 16 évesen volt egy iskolai tehetségkutatón. Ezután Seattle-be költözött, ahol a Sanctuary nevű power metal zenekar tagja lett. Tizenévesként a Megadethbe is majdnem bekerült. A Sanctuary végül feloszlott és a romjaiból jött létre a Nevermore. Jeff a mai napig a Nevermore tagja, fő dalszerzője. 2008-ban szólólemezzel jelentkezett (Zero Order Phase), melyen vendégként szerepelt korábbi Nevermore-beli gitárpartnere, Pat O’Brien is.
Jeff Loomis napjaink egyik legnépszerűbb metalgitárosa. Játékára jellemző a death metal komplexitása, a Jason Becker hatásaira visszavezethető neoklasszikus elemek, valamint a súlyos, modern megszólalású riffelés. 2000-től használ héthúros gitárokat, de a Schecter márkanév alatt saját modellje is kapható. 2008-ban megjelent szólólemezével bizonyította, hogy sokoldalú zenész, több stílusban is otthonosan mozog. Legújabb projektje Conquering Dystopia névre hallgat, melyet Keith Merrow gitárossal karöltve hoztak létre.

## Diszkográfia
Nevermore:
- Nevermore (1995)
- In Memory EP (1996)
- The Politics of Ecstasy (1996)
- Dreaming Neon Black (1999)
- Dead Heart in a Dead World (2000)
- Enemies of Reality (2003, és 2004)
- This Godless Endeavor (2005)
- The Year of the Voyager (2008)
- The Obsidian Conspiracy (2010)

Szóló:
- Zero Order Phase (2008)
- Plains of Oblivion (2012)

Conquering Dystopia:
- Conquering Dystopia (2014)

Arch Enemy:
- Stolen Life (EP, 2015)
- As The Stages Burn! (Live at Wacken 2016) (2017)
- Will to Power (2017)

Vendégszereplései:
- God Forbid – Gone Forever (2004)
- Pamela Moore – Stories from a Blue Room (2006)
- Annihilator – Metal (2007)
- Warrel Dane – Praises to the War Machine (2008)
- Marty Friedman – Future Addict (2008)
- Switchblade – Invictus (2009)
- Tim "Ripper" Owens – Play My Game (2009)
- Leander Rising – Bennem (2012)